# باياركال
بلدية باياركال (بالإسبانية: Bayárcal)‏, هي بلدية تقع في مقاطعة المرية. جنوب شرق إسبانيا. يبلغ عدد سكانها 303 نسمة.

## وصلات خارجية
- (بالإسبانية)